# Smod
Smod, également stylisé SMOD, est un groupe malien de hip-hop, originaire de Bamako. Formé en 2000, il est composé de trois membres : Sam, Ousco, et Donsky. Le nom du groupe est un acronyme des noms de ces quatre chanteurs, Mouzy étant le quatrième, avant de se séparer du groupe en 2001.

## Histoire
Le groupe est formé en 2000, et son nom, Smod, est un acronyme des noms de Sam, Mouzy, Ousco, et Donsk. Mouzy décide finalement de quitter le groupe en 2001 pour tenter sa chance en France, mais le groupe conserve son initial. Sam est le fils du couple chanteur Amadou et Mariam. Son ami Donsky était dans la même classe que lui, le lycée Biya, et Ousco était dans le lycée du centre Mabilé, avant qu'il décide plus tard de se joindre à eux.
Ils sortent en 2002 un premier album intitulé Dunia Kuntala (Le cours de la vie), puis un second en 2004 Ta I Tola (Vas-y). La même année, ils raflent un disque d'or avec la chanson Politic Amagni (La politique n'est pas bonne), extraite de l'album d'Amadou et Mariam Dimanche à Bamako. Depuis, ils participent à de nombreuses cérémonies telles que la Coupe d'Afrique des nations, ainsi qu'à de nombreux festivals (Craven Tour) et donnent plus de 50 concerts par an sur tout le territoire malien.
En 2005, leur clip vidéo Dakan réalisé par Fabrice Brovelli remporte un franc succès et est régulièrement diffusé à la télévision malienne. Face à un tel talent, Manu Chao décide de produire leur troisième album. Réalisé au Mali et en France, il est sorti en 2010. En 2011, ils interprètent la bande originale du film I Phone You.

## Style musical
Leur style musical est un mélange de rap, hip-hop, folk et musique traditionnelle, que le groupe définit comme « rap 'n' folk ». « Nous voulons que la jeunesse se réveille, qu’elle cesse d’être passive », tel est le leitmotiv de la musique de Smod.

## Discographie
- 2002 : Dunia Kuntala
- 2009 : Ça chante
- 2010 : Smod
- 2011 : Les Jeunes filles du Maliba